# Svetlana Sokolova
Svetlana Sokolova (1997) es una deportista rusa que compite en triatlón. Ganó tres medallas en el Campeonato Europeo de Triatlón de Invierno entre los años 2019 y 2022.

## Palmarés internacional
| Campeonato Europeo | Campeonato Europeo         | Campeonato Europeo | Campeonato Europeo |
| Año                | Lugar                      | Medalla            | Prueba             |
| ------------------ | -------------------------- | ------------------ | ------------------ |
| 2019               | Cheile Gradistei (Rumania) | Medalla de bronce  | Individual         |
| 2020               | Cheile Gradistei (Rumania) | Medalla de oro     | Individual         |
| 2022               | Rotzo (Italia)             | Medalla de plata   | Individual         |